# Pomesaniere
Pomesanianere var en preussisk klan der boede i Pomesanien (polsk: Pomezania; litauisk: Pamedė; tysk: Pomesanien), der er en historisk region i det moderne nordlige Polen, beliggende mellem Nogat- og Vistula- floderne mod vest og Elbląg-floden mod øst. Den ligger omkring de moderne byer Elbląg og Malbork. Som den vestligste klan var pomesanerne de første af preusserne, der blev besejret af de teutoniske riddere, en tysk militær korstogsorden bragt til Chełmno-landet for at omvende hedningene til kristendommen. På grund af germanisering og assimilering uddøde Pomesanians et stykke tid i det 17. århundrede.

## Etymologi
Området siges i folkeetymologien at være opkaldt efter Pomeso, en søn af Widewuto, den legendariske høvding for preusserne. Georg Gerullis fastslog, at dens navn faktisk var afledt af det gammelpreussiske ord pomedian, hvilket betyder udkant af skoven. Det litauiske udtryk pamedė, der har samme betydning, blev introduceret af Kazimieras Būga .
Området var beboet af baltiske folk i det mindste siden det 9. århundrede og muligvis tidligere. Ved begyndelsen af det 13. århundrede anslås befolkningen til omkring 16.000-20.000 mennesker. Klanen foretog sammen med deres naboer Pogesanerne hyppige angreb ind i Masoviske lande. I 1225 bad hertug Konrad 1. af Masovien de teutoniske riddere om at beskytte sit territorium mod sådanne angreb. I 1230 slog ridderne sig ned i Chełmno-landet og begyndte det preussiske korstog. I 1231 krydsede de Vistula og byggede Thorn (Toruń) . Pomesanian-lederen Pepin belejrede uden held byen, men snart blev han fanget og tortureret til døde. I 1233 begyndte arbejdet i Kwidzyn (Marienwerder), og i løbet af vinteren samlede preusserne en stor hær til et større slag ved Sirgune (Dzierzgoń)-floden, hvor de led et stort nederlag. I løbet af de næste tre år blev hele Pomesania erobret og gjort til en del af Den Tyske Ordensstat. Byen Elbing (Elbląg) blev grundlagt i 1237 af ordenen nær den antikke preussiske handelsby Truso.
I 1243 blev Pomesanien bispedømme oprettet og lagt under ærkebiskoppen af Rigas jurisdiktion af pavelig legat Vilhelm af Modena. Bispedømmet Pomesanien blev senere placeret under biskoppen af Bydgoszcz jurisdiktion (indtil 1821). Pomesaniere sluttede sig til de andre preussiske klaner under den første preussiske opstand (1242–1249), men var den eneste klan, der ikke deltog i den store preussiske opstand (1260–1274). Som det vestligste preussiske territorium var det den mest udsatte klan for de polske pommerske, masoviske og kujaviske og derefter tyske kolonister og deres kulturer. De kunne være blevet assimileret hurtigere end de andre preussere.
I 1454 blev regionen indlemmet af kong Kasimir 4. Jagiellon til kongeriget Polen. Indlemmelsen blev bekræftet i Den Anden Fred i Thorn (1466), og regionen blev en del af Malbork Voivodskab i provinsen Det kongelige Preussen i Provinsen Storpolen. Det blomstrede med kornhandel fra det sydlige Polen til kongebyen Gdańsk. Det led derefter hærgen og plager under de svensk-polske krige i det 17. og det tidlige 18. århundrede, og blev annekteret af Kongeriget Preussen som et resultat af den første deling af Polen i 1772 og derefter kombineret med den nydannede preussiske provins Østpreussen. Med resten af Preussen blev det en del af det Tyske Kejserrige under Tysklands forening i 1871. På trods af genoprettelsen af det uafhængige Polen efter 1. Verdenskrig tildelte Versailles-freden regionen til Tyskland som en del af eksklaven og provinsen Østpreussen. I 1930'erne gennemførte Nazityskland forfølgelser af det polske samfund i regionen, inkl. masseanholdelser af polske ledere, aktivister, lærere og skoleelever. Efter Anden Verdenskrig sluttede i 1945, blev Pomesanien igen en del af Polen i henhold til Potsdamkonferencen. Det er i øjeblikket delt mellem voivodskaberne Warmian-Masurian og Pommern.